# 寶可夢保育家
《寶可夢保育家》是由HAL研究所與Creatures所開發、寶可夢公司發行，以及任天堂發售之電子角色扮演遊戲，以任天堂DS為使用平台。2006年3月23日於日本首度上市。